# Thierry Meyer
Thierry Meyer (Mulhouse, 22 gennaio 1958) è un ex calciatore francese, di ruolo attaccante.

## Carriera

### Club
Ha totalizzato 216 incontri e 56 reti in undici stagioni di massima serie francese, di cui 82 con la maglia del Sochaux con cui debuttò nel 1976 andando a rete nella stessa gara d'esordio. Con i Lionceaux ha anche disputato 4 gare nella Coppa UEFA 1980-1981, segnando il gol che chiuse le marcature della semifinale di ritorno contro l'AZ Alkmaar.

### Nazionale
Venne incluso nella rappresentativa francese Under-20 che nel 1977 prese parte alla prima edizione del Mondiale di categoria, disputando da titolare le tre gare della fase a gironi e segnando nell'incontro con la Tunisia under 20.